# Alarich I.
Alarich I. (lateinisch Alaricus, gotisch Alareiks; * um 370 in Peuke (Insel) (heutiges Rumänien); † 410 bei Cosenza (heutiges Italien)) war der erste sicher bekannte Anführer der frühen „Westgoten“ (Visigoten) und wurde 410 zum ersten Heerführer seit rund 800 Jahren, der Rom plünderte. Ob Alarich tatsächlich „König“ bzw. rex der Goten war, ist in der Forschung sehr umstritten. Die ältesten Quellen nennen ihn stattdessen „Hegemon der Goten“ (ὁ τῶν Γότθων ἡγούμενος; Sozomenos HE 8, 25) oder dux Gothorum (Rufinus, HE praef.). Er ist wohl am ehesten als Heerkönig und Warlord anzusehen, der zugleich in einen römischen Kontext gehörte.

## Leben

### Die frühen Jahre
Alarich wurde angeblich auf der heute nicht lokalisierten Insel Peuce im Mündungsgebiet der Donau, die dort die römische Grenze markierte, im heutigen rumänischen Kreis Tulcea geboren. Möglicherweise sollte diese spät bezeugte Angabe aber auch einfach unterstreichen, dass Alarich zeitlebens sowohl im gotischen als auch im römischen Kontext agierte. Sein Vater war laut Jordanes ein Adliger aus dem Königshaus der Balthen, doch könnte auch dies eine spätere Erfindung sein, die Alarich eine edle Herkunft andichten wollte. Zur Zeit seiner Geburt siedelten viele der gotischen Terwingen, nach ihrer Flucht vor den Hunnen am südlichen Donauufer in der römischen Diözese Thrakien. Der Name dieser zunehmend romanisierten Terwingen wandelte sich auf dem Boden des Römischen Reiches zu „Visigoten“.
Im Jahr 394 diente Alarich wohl als Befehlshaber der Visigoten in einer terwingischen Söldnerarmee in römischen Diensten (foederati). Unter Kaiser Theodosius I. nahm er am Bürgerkrieg gegen den Usurpator Eugenius teil, der die Macht im westlichen Reichsteil erlangt hatte. In der entscheidenden Schlacht am Frigidus, die im Tal der Vipava in den südöstlichen Alpen bei Triest gekämpft wurde, mussten Alarichs Visigoten einen besonders hohen Blutzoll entrichten (laut Orosius starben 10.000 Krieger), was sein Verhältnis zu Theodosius wohl verschlechterte. Die Kaiser dieser Zeit verließen sich vielfach auf die barbarischen foederati, die als besonders loyal galten, entbehrlich und zudem noch weniger kostspielig waren als die regulären römischen Truppen.
Als Theodosius Anfang des Jahres 395 starb, wurde die Herrschaft im Römischen Reich auf seine beiden Söhne aufgeteilt. Arcadius erhielt die östliche und Honorius die westliche Hälfte. Zwischen den beiden Kaiserhöfen kam es bald zu Rivalitäten und Konflikten. Das Bündnis (foedus), das Theodosius I. mit den Terwingen geschlossen hatte, wurde von Honorius und dessen Beratern nun offenbar als nichtig angesehen, und man wollte die foederati entlassen, ohne sie zu entschädigen. Dies führte zu einem Aufstand, an dessen Spitze sich Alarich stellte. Der Heermeister Stilicho ging daraufhin im Namen des Honorius gegen die Meuterer vor, die begonnen hatten, sich angesichts des Fehlens von staatlicher Versorgung durch Plünderung zu ernähren; aber als Arcadius verlangte, dass die oströmischen Kontingente, die Theodosius nach Westen gefolgt waren, nun wieder in den Osten überstellt werden sollten, fehlte es dem weströmischen Heer an genügend Soldaten, um die Visigoten Alarichs zu schlagen.

### Gegen Ostrom
Alarichs Ziel war es fortan stets, ein foedus zu erwirken, das seine Männer versorgte und ihm selbst durch eine Stellung im Reichsdienst Legitimation verschaffte. Jedem Heerführer musste es darum gehen, die Versorgung (annona militaris) seines Kriegerverbandes zu sichern, und in der Spätantike war dies ohne Rückgriff auf die römische Infrastruktur unmöglich. Alarich versuchte, dieses Ziel zu erreichen, indem er sich die erwähnte Rivalität zwischen den beiden Kaiserhöfen in Konstantinopel und Italien zunutze machte. Im Jahr 395 griffen die Visigoten unter Alarich (es wäre an dieser Stelle wohl zu früh, schon von „Westgoten“ zu sprechen; die Ethnogenese war noch nicht abgeschlossen) nun oströmisches Gebiet an und rückten bis Konstantinopel vor. Der oströmische Hof warf Stilicho vor, er habe die Visigoten aufgehetzt, vielleicht nicht zu Unrecht. Da Alarich aber nicht in der Lage war, eine Belagerung der stark befestigten Stadt durchzuführen, zog er weiter nach Thessalien und über die unbewachten Thermopylen ins Innere Griechenlands. Die genauen Details dieses zweijährigen Feldzuges sind nicht bekannt. Er plünderte jedenfalls Attika, verschonte Athen, das sich ohne Gegenwehr ergab, rückte bis in die Peloponnes vor und eroberte deren wichtigste Städte Korinth, Argos und Sparta. Hier endete sein Siegeszug, denn nun griff ihn Stilicho an. Dem erfahrenen General gelang es, die Visigoten zwischen den Bergen von Pholoe, an der Grenze zwischen Arkadien und Elis, zu stellen. Die Visigoten konnten mit Schwierigkeiten entkommen, vielleicht auch mit Stilichos Duldung. Alarich und seine Visigoten überquerten den Golf von Korinth und zogen mit ihrer Beute nordwärts nach Epirus.

### Der Zug nach Westen
Aus letztlich unklaren Gründen kam es dann zu einem Wandel. Wahrscheinlich war der oströmische Hof der Ansicht, Stilichos Operationen im Balkanraum seien als Angriff zu verstehen. Kaiser Arcadius’ Minister boten nun Alarich an, sich mit seinen Kriegern und deren Angehörigen in der wichtigen Präfektur Illyrien niederzulassen und dort mit annona versorgt zu werden. Er wurde zum magister militum per Illyricum ernannt und ließ seine Truppen durch die oströmischen Arsenale aufrüsten; Konstantinopel wollte die Visigoten nun gegen Stilicho einsetzen, den man zum Staatsfeind erklärt hatte. Bald nach 400 kam es aber wieder zum Bruch zwischen Alarich und Konstantinopel, vielleicht im Zusammenhang mit dem Putschversuch des Gainas. Um das Jahr 401 herum, genaue Daten sind nicht bekannt, rückte Alarich das erste Mal nach Italien vor. Durch seine Teilnahme an der Schlacht am Frigidus wusste er um die Schwächen der Claustra Alpium Iuliarum, des Verteidigungssystems in den Julischen Alpen, das im Gebiet des Birnbaumer Waldes im heutigen Slowenien den Zugang von und nach Italien absicherte.
Alarich wollte nun ein foedus mit Westrom erzwingen, um seine Männer zu versorgen. Er verwüstete Teile Norditaliens und brachte Schrecken nach Rom, bis Stilicho ihn in einer Schlacht bei Pollentia Ostern 402 besiegte. Nach einer weiteren verlorenen Schlacht bei Verona verließ Alarich Italien wieder, vermutlich im Frühjahr 403. Diese Schlacht muss nach Claudian auf westgotischen Seiten einen derart hohen Blutzoll gefordert haben, dass Alarich angeblich nur mit der Duldung Stilichos seine Armee neu ordnen und ausrüsten konnte. Vermutlich wollte Stilicho Alarichs kampfkräftigen Verband nicht zerschlagen, sondern für künftige innerrömische Auseinandersetzungen zu einem Bündnisgenossen gegen Ostrom aufbauen.
Alarich war nicht bis Rom gekommen, doch sein Angriff verursachte größere Änderungen im Imperium: Die Kaiserresidenz wurde im Jahr 402 von Mediolanum (Mailand) nach Ravenna verlegt, die 20. Legion musste aus Britannien abgezogen werden, und wahrscheinlich erleichterten die Kämpfe in Italien es den Vandalen, Sueben und Alanen, nach Gallien vorzudringen, wodurch Westrom zeitweilig die Kontrolle über die Provinzen in Gallien und Spanien verlor.
Das nächste Mal wird zum Jahr 407 über Alarich berichtet. Die Regierungen West- und Ostroms waren inzwischen derart verfeindet, dass ein Bürgerkrieg drohte. Stilicho verbündete sich mit Alarich, um die Ansprüche des Honorius auf die Präfektur Illyricum durchzusetzen. Doch zu einem Krieg kam es nicht, da in der Neujahrsnacht 406/07 die Rheingrenze kollabierte (Rheinübergang von 406) und Stilicho eiligst Truppen zusammenziehen musste, um dieser neuen Bedrohung Herr zu werden. Im Jahr 408 versöhnten sich Honorius und Arcadius wieder, doch Alarich, der bereits nach Epirus vorgedrungen war, verlangte nun die Erstattung seiner bisherigen Kosten. Die Summe, die er forderte, 4.000 Pfund Gold, war sehr hoch, doch auf Druck Stilichos genehmigte der Senat die Bezahlung, um Alarichs Visigoten gegen den Usurpator Konstantin (III.) einsetzen zu können, der inzwischen Britannien und Gallien kontrollierte. Drei Monate später ließ Kaiser Honorius seinen Schwiegervater Stilicho, dem Hochverrat vorgeworfen wurde, jedoch töten. In den darauf folgenden Unruhen wurden Frauen und Kinder der barbarischen foederati in ganz Italien ermordet. Zugleich wurde das foedus mit Alarichs Visigoten aufgekündigt. Als Folge lief eine rund 30.000 Mann starke Truppe zu den Visigoten Alarichs über. Im September 408 erreichte Alarich Rom, das nun keinen General vom Format Stilichos mehr zu seiner Verteidigung hatte, und belagerte die Stadt. Vom Hunger gequält stimmten die Bürger Roms einem Lösegeld von 5.000 Pfund Gold, 30.000 Pfund Silber und tausenden Pfund von kostbaren Seiden- und Ledergewändern sowie Pfeffer zu.

### Die Plünderung Roms

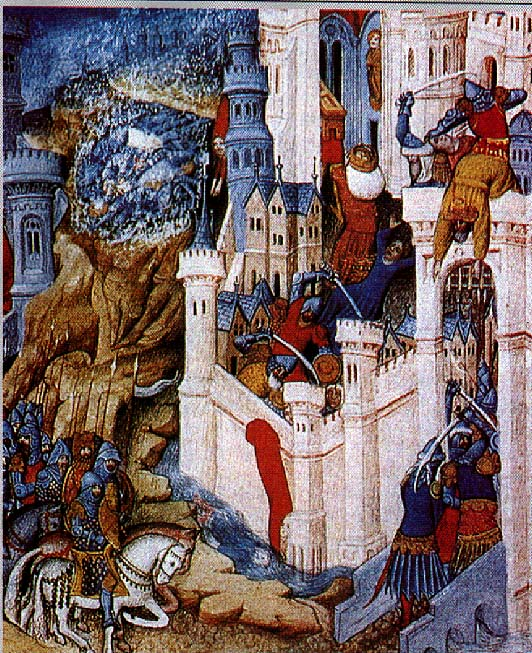
Die Eroberung Roms. Französische Miniatur aus dem 15. Jahrhundert.

Von Honorius forderte Alarich nun die annona aus dem Gebiet zwischen der Donau und dem Golf von Venedig und den Titel eines Heermeisters der kaiserlichen Truppen. Honorius, der sicher in Ravenna war, lehnte Alarichs Forderungen ab. Nach einer zweiten Belagerung Roms stimmte der Senat Alarichs Forderung zu, einen neuen Kaiser, Priscus Attalus, auszurufen, und ließ Alarich zum ersten Mal in die Stadt. Attalus schloss im Namen Roms das gewünschte foedus mit den Goten, erwies sich aber ansonsten als ungeeignet. Ratschläge Alarichs ignorierend verlor er die Provinz Africa, die Kornkammer Roms, an Honorius-treue Einheiten unter dem comes Heraclianus. Dieser stoppte die wichtigen Getreidelieferungen nach Italien. Hunger, vormals eine Waffe Alarichs gegen Rom, wurde nun gegen Alarich eingesetzt. Attalus weigerte sich jedoch, einer militärischen Invasion Nordafrikas zuzustimmen. Nachdem Honorius durch oströmische Truppen verstärkt worden war, setzte Alarich Attalus ab. Erneute Verhandlungen mit Honorius scheiterten, und es kam zur dritten Belagerung Roms. Alarich, dessen Männer von Hunger geplagt wurden, befand sich in einer verzweifelten Lage und wusste sich nicht anders zu helfen, als Rom zu plündern.
Vermutlich am 24. August 410 drangen die Goten in Rom ein, nachdem man ihnen die Tore geöffnet hatte. Die Goten plünderten die Stadt drei Tage lang, verschonten jedoch, da selbst Christen, die Kirchen und alle, die darin Zuflucht gesucht hatten; insgesamt kam es wohl kaum zu größeren Verwüstungen. Dennoch hatte die Einnahme Roms, die erste seit 387 v. Chr., eine deutliche Schockwirkung auf die römische Welt. Die Heiden glaubten, dass das Christentum an dieser Katastrophe schuld sei, während Augustinus von Hippo in seinem Hauptwerk De Civitate Dei eine Erwiderung auf diese Vorwürfe formulierte, die Orosius später ausbaute. Alarich, der wohl überhaupt nicht geplant hatte, Rom zu plündern – man bedenke, dass er schon seit Monaten im Umland stand und dazu jederzeit die Gelegenheit gehabt hätte –, war erst durch das sture Verhalten des Honorius in Handlungszwang geraten. Nun zog er weiter südwärts nach Kalabrien, um die reiche römische Provinz Africa zu erobern. Die vorangegangenen Ereignisse hatten ihm gezeigt, wie bedeutend die Kontrolle dieser Region war. Seine Schiffe wurden jedoch durch einen schweren Sturm zerstört und viele seiner Soldaten starben.

### Tod und Nachfolge

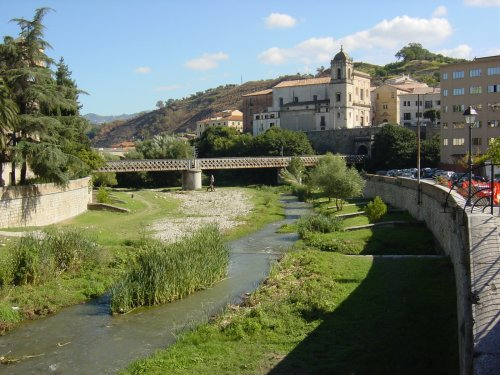
Der Busento im heutigen Consenza

Kurze Zeit später starb er bei Cosentia an einem Fieber – wahrscheinlich der Malaria – und wurde der Sage nach im Busento beigesetzt. Dazu sei der Fluss vorübergehend umgeleitet worden, damit Alarichs Grab niemals gefunden werden sollte. Die zeitgenössischen Quellen – etwa Orosius – berichten allerdings nicht von einem Grab im Flussbett; diese Geschichte erscheint erst über 100 Jahre später bei Jordanes.
Alarichs Schwager Athaulf folgte ihm von 410 bis 415 als Anführer des Verbandes. Er führte seine Krieger nach Gallien und heiratete die Kaiserschwester Galla Placidia, die Alarich 410 aus Rom entführt hatte, um so Anschluss an die herrschende Dynastie zu finden, wurde jedoch ermordet. Theoderich I., Alarichs Schwiegersohn, führte den Verband der Westgoten dann von 418 bis 451 als rex. Ein neues foedus wies ihnen Aquitanien als Siedlungs- und Versorgungsraum zu.

## Bewertung
Die Quellen erlauben es nicht, den Charakter Alarichs genauer zu fassen. Offensichtlich wollte er für sich und seine Krieger, die keineswegs nur Goten waren, einen Platz im Imperium Romanum und Teilhabe an dessen Wohlstand erkämpfen. Es ging ihm dabei offenbar um eine vertraglich gesicherte Versorgung, annona, für seine Männer. Alarich hatte wohl keine politische Konzeption und war angesichts der wechselhaften Bürgerkriegszeit, in der er lebte, von einer gewissen „Unrast“ getrieben. Unter seiner Führung machten die sich formierenden Westgoten einen deutlichen Schritt zur Verreiterung, es nahm also die Anzahl und Bedeutung der Reiterei im gotischen Heer zu.

## Rezeption
Lange berühmt und bekannt war die Ballade Das Grab im Busento von August Graf von Platen, deren romantisierende Darstellung von Alarichs Bestattung das Bild der Nachwelt von der spätantiken Völkerwanderung sehr lange prägte.
Eine Gedenktafel mit der Inschrift „Alarich, König der Westgothen, † CCCCX“ fand für ihn in der Gedenkstätte Walhalla bei Regensburg Aufnahme.

## Belege
1. ↑  Guy Halsall: Barbarian Migrations and the Roman West. Cambridge 2007, S. 202 ff.
2. ↑  Herwig Wolfram: Die Goten. 4. Auflage. München 2001, S. 150.
3. ↑  Zosimos 5, 41.
4. ↑  Wolfgang Giese: Die Goten. Stuttgart 2004, S. 36 f.
5. ↑  Roger C. Blockley: The fragmentary classicising historians of the later Roman Empire. Eunapius, Olympiodorus, Priscus and Malchus. Cairns, Liverpool 1981–1983.

| Vorgänger | Amt                          | Nachfolger |
| --------- | ---------------------------- | ---------- |
| —         | Könige der Westgoten 395–410 | Athaulf    |

| Personendaten    | Personendaten              |
| ---------------- | -------------------------- |
| NAME             | Alarich I.                 |
| KURZBESCHREIBUNG | erster König der Visigoten |
| GEBURTSDATUM     | um 370                     |
| STERBEDATUM      | 410                        |
| STERBEORT        | bei Cosenza                |